# Linothele paulistana
Linothele paulistana é uma aranha da infraordem das Mygalomorphae, descrita Cândido Firmino de MELLO-LEITÃO, em 1924.

## Holótipo
O holótipo,  Diplura paulistana: Holótipo. Brasil • ♀ (Sao Paulo, Santos),  estava no Museu Nacional na Universidade Federal do Rio de Janeiro (MNRJ), no Brasil, mas foi destruído no incêndio de 2018.
Diplura annulifila: Holótipo. Brasil • ♀ (Santa Catharina, Jaraguá).
Distribuição. - Santa Catarina para São Paulo, Brasil.
Diagnóstico. - Linothele paulistana pode ser distinguida de outras espécies do gênero pela presença combinada de segmentos apicais do PLS, mas ausência de maxilares cúspulas. 

## Descrição
Descrição do macho é desconhecida e a história natural da espécie é desconhecida. Já a da Fêmea é:
Fêmea CT = 7 (?) - 14. MC = 0. Coloração em álcool: prosoma, quelíceras, patas e pedipalpos castanhos; opisthosoma dorsalmente e ventralmente sem padrões distintos; máculas ausentes. Clípeo: estreito. Esterno, lábio e maxila. Fieiras: segmentos apicais do PLS flexível. Espermateca. Observações a descrição original de D. paulistana de Mello-Leitão (1924) menciona 14 dentes quelicerais, enquanto o segundo descrição (1926) menciona apenas 7. Por alguma razão, Mello-Leitão descreveu diferentes espécimes como L. paulistana e marcou-os como “sp. n. ” em ambas as descrições (Mello-Leitão 1924, 1926).
Na primeira descrição (Mello-Leitão 1924), é-lhe atribuído o número de coleção nº 84 da coleção pessoal de Mello-Leitão, enquanto na segunda descrição (MelloLeitão 1926) é atribuído o nº 848. Nenhuma das descrições, nem os trabalhos seguintes sobre as espécies mencionam a presença das cúspulas maxilares. Ambas as descrições mencionam “flexível” segmentos apicais do PLS. Bücherl et al. ilustrou as espermatecas, que em geral se assemelha à de o holótipo de D. annulifila e que descobrimos não ter cúspulas maxilares. O holótipo de D. paulistana não pôde ser localizado no acervo do MNRJ, onde deveria estar depositado. Antes que o material-tipo de D. annulifila se perdesse no incêndio de 2010, A. Brescovit (IBSP) forneceu imagens do holótipo (todas sem escamas) do holótipo de D. annulifila. O preparo da espermateca foi interrompido e o holótipo claramente carecia das cúspides maxilares. Todas as pernas eram desarticulado com alguns tarsos da perna parecendo menos flexíveis,
com apenas algumas fissuras mediais. Como as imagens não eram muito boas resolvido, muitos personagens precisam ser reconsiderados. MelloLeitão relatou comprimento de 9,0 para o cefalotórax de D. annulifila. D. annulifila n. syn. é reconhecido como sinônimo júnior de D. paulistana por causa da ausência de cúspulas maxilares e padrões, mas presença de segmentos apicais flexíveis do PLS, ao lado de suas localidades próximas.